# Амфион (журнал)
«Амфион» («Амфіонъ») — российский ежемесячный журнал, издававшийся в Москве в 1815 году, в течение которого появилось двенадцать выпусков, составивших три тома.
Издателем и редактором этого печатного периодического издания был известный русский поэт и литературный критик Алексей Фёдорович Мерзляков; также в издании журнала принимали участие Фёдор Фёдорович Иванов и Семен Васильевич Смирнов.
В «Амфионе» помещались:
- литературная критика,
- повести с сентиментально-патриотическим характером,
- рассуждения (например: «Каков должен быть писатель»),
- басни,
- эпиграммы,
- переводные и оригинальные оды,
- описания некоторых местностей и городов (например Херсона, Ильинского и др.).

Немало статей, порой довольно обширных (например «Пространный разбор Россиады Хераскова»), и стихов принадлежит самому Алексею Мерзлякову. Несмотря на относительно короткий век «Амфиона», в нём успели разместить свои труды Жуковский, Батюшков К. Н., кн. Вяземский П. А., Денис Давыдов, Кокошкин Ф. Ф., Кюхельбекер В. К. и другие авторы.